# Hau hau, Ćwirka i Panda Dave
Hau hau, Ćwirka i Panda Dave (ang. Ruff-Ruff, Tweet and Dave) – brytyjski serial animowany. W Polsce premierę miał na kanale CBeebies, a obecnie powtarza go stacja Polsat JimJam.

## Fabuła
Hau hau, Ćwirka i Panda Dave to serial animowany opowiadający o przygodach chomika o imieniu Hatty, który bardzo lubi dalekie podróże. Sympatycznemu zwierzakowi towarzyszą przyjaciele – szczeniak Hau Hau, kurczątko Ćwirka oraz niebieska panda Dave. Razem przemierzają nieznane krainy na pokładzie wirującego pojazdu. W nowych miejscach przyjaciele spędzają razem czas, poznając świat poprzez zabawę. W każdym odcinku bohaterowie serialu "Hau hau, Ćwirka i Panda Dave" udają się w ekscytującą podróż. W czasie wyprawy Hatty zadaje swoim przyjaciołom pytanie, na które każdy z nich odpowiada inaczej. Tylko jedna odpowiedź jest prawidłowa, a zadaniem telewidzów jest odgadnięcie, która.

## Obsada
- Forrest Harding – Chomik Hatty
- Ethan Drake Davis – Hau Hau
- Hannah Swain – Ćwirka
- Austin Nash Chase – Panda Dave[3]

## Wersja polska
W wersji polskiej wystąpili:
- Tomasz Kobiela – Chomik Hatty
- Leszek Zduń – Chomik Hatty (seria 2)
- Martyna Sommer – Ćwirka
- Beniamin Lewandowski – Dave
- Jan Rotowski – Hau hau

Realizacja dźwięku: Karolina Kinder
Kierownictwo produkcji: Paweł Żwan
Opracowanie wersji polskiej: Studio Tercja Gdańsk dla Hippeis Media International
Lektor tyłówki: Jacek Labijak